# Dan Dănilă
Dan Dănilă es un poeta, traductor y artista rumano, nacido el 28 de julio de 1954 en el pueblo de Sura Mica, cerca de Sibiu. Desde 1990 vive en Alemania. Es miembro de «LITERART XX0» la Asociación Internacional de los escritores y de los artistas rumanos además de la asociación «Exil P.E.N.» en Alemania.
Publica lírica, ensayos, prosa y gráficos en revistas de Rumanía, Alemania, Dinamarca, Estados Unidos, Francia y Canadá. Sus obras de pintura, escultura y artes gráficas han sido expuestas en diferentes exposiciones en Sibiu.

## Obra

### Poesía
- De un cajón – Thausib Publisher, Sibiu, 1993 ISBN 9739585507
- Parque guardado – Hermann Publisher, Sibiu, 1994 ISBN 9739590195
- Falso Tratado de noche – Hermann Publisher, 1998 ISBN 9739590128
- Poemas – Edición propia, Leonberg, 2000
- La ansiedad de palabras – Galateea Publisher, Königsbrunn, 2004 ISBN 3980935817
- Calendario poético – BrumaR Publisher, Timișoara, 2006 ISBN 9736022153
- 50 poemas – Timpul Publisher, Iași, 2009 ISBN 9736123481
- Atlantis existe – Limes Publisher, Cluj, 2011 ISBN 9789737266026
- Los sonetos de Suabia – Limes Publisher, Cluj, 2012 ISBN 9789737267873
- Mañana tarde – Limes Publisher, Cluj, 2013 ISBN 9789737267313
- La tentación del laberinto – Karth Publisher, București, 2014 ISBN 9786069365762
- El aire de los viajes – Cenaclul de la Păltiniș Publisher, Sibiu, 2015, ISBN 9786068607108
- Ciudades ocultas – Armanis Publisher, Sibiu, 2016, ISBN 9786068595436

### Traducciones
- Wolf von Aichelburg – Gedichte / Poemas Hermann Publisher, 1996 ISBN 9739728545
- François Villon – Baladas, Hermann Publisher, 1997 ISBN 9739781551
- Georg Scherg – Sommerliches Divertimento / Entretenimiento de verano, Edición propia bilingüe, Leonberg, 1998
- Rainer Maria Rilke – Poesía, Hermann Publisher, Sibiu 1999
- Rainer Maria Rilke – Poemas seleccionados, SÆCULUM Publisher, Sibiu 2002 ISBN 9739949940
- Walter Roth – El canto de los pescadores. Doctor en el Delta de Danubio, Dacia XXI Publisher, Cluj 2011, ISBN 9786066040891
- Wolf von Aichelburg Gedichte-Poemas, (segunda edición, bilingüe, con un prólogo de Hans Bergel) InfoArt Media Publisher, Sibiu 2011, ISBN 9786068341118
- François Villon - Le Lais ou le Petit testament / Diata sau Testamentul mic,  Eminescu Publisher, București, 2015 ISBN 9789732211663